# Мечник (Marvel Comics)
Мечник (англ. Swordsman), настоящее имя Жак Дюкейн (англ. Jacques Duquesne) — персонаж американских комиксов издательства Marvel Comics. Дебютировал в комиксе The Avengers #19 (Август 1965) и был создан сценаристом Стэном Ли и художником Доном Хеком. Являлся врагом Соколиного глаза и Мстителей, но периодически помогал супергероям.
Тони Далтон сыграл Джека Дюкейна в сериале «Соколиный глаз» (2021), действие которого разворачивается в рамках медиафраншизы «Кинематографическая вселенная Marvel».

## Истории публикаций
Суперзлодей Мечник дебютировал в комиксе The Avengers #19 (1965). Впоследствии фигурировал в выпусках The Avengers  #20, 30, 38, 65, 78 и 79 (1965–1970). В The Avengers #100 (1972) персонаж переосмыслил свой образ жизни и стал супергероем, а затем работал со Мстителями в The Avengers #112–130 (1973–1974),  Defenders #9–11 (1973), Captain Marvel #32–33 (1974), Fantastic Four #150 (1974), Giant-Size Avengers #2 (1974) и  Avengers Spotlight #22 (1989). Позже Мечник, одержимый Котати, появился в The Avengers #134, 135, 157, 160 (1975–1977), Giant-Size Avengers #4 (1975) и West Coast Avengers (vol. 2) #39 (1988).
Мечник был членом различных групп суперзлодеев, включая Смертельный легион в The Avengers #78–79 (1970) и Iron Man Annual #7 (1984), Эмиссаров зла в Alpha Flight Special (vol. 2) #1 (1992) и Легион нежити в The Avengers Annual #16 (1987), Avengers West Coast #61 (1990) и Avengers (vol. 3) #10–11 (1998).
Создававшийся как злодейский аналог Соколиного глаза на страницах комиксов про Мстителей, Мечник появлялся в Hawkeye #1 (1983), Solo Avengers #2 (1988), Hawkeye (vol. 3) #3 (2004) и Hawkeye: Blindspot #1 (2011) в качестве одного из людей из прошлого Соколиного глаза. Также Мечник сражался с Капитаном Америкой в Tales of Suspense #88 (1967) и Captain America #105 (1968).
В сюжетной линии кроссовера Chaos War (2010–2011) Мечник вернулся к жизни. Он был одним из центральных персонажей серии Chaos War: Dead Avengers (2010–2011). Также Мечник участвовал в событиях Chaos War #2 & 4–5 (2010–2011) и Chaos War: Ares #1 (2010).

## Силы и способности
Мечник — спортсмен олимпийского уровня, который, несмотря на отсутствие сверхчеловеческих способностей, является хитрым стратегом с феноменальными рефлексами, отлично владеющим рукопашным боем. Мечник — высококвалифицированным фехтовальщик, особенно по части клинков и ножей, а его основным оружием является меч, модифицированный суперзлодеем Мандарином из технологии Маклуана. В зависимости от нажатой кнопки на рукояти меча, Мечник может активировать сотрясающий силовой луч, разрушающий луч, большую струю пламени, электрическую энергию в форме молнии, или поток нервно-паралитического газа, на время выводящий оппонента из строя. По мере необходимости Мечник использует метательные ножи и кинжалы.

## Вне комиксов

### Телевидение
- Мечник появляется в эпизодах про Капитану Америку и Мстителей мультсериала «Супергерои Marvel» (1966), где его озвучил Эд Макнамара[9].
- Мечник — главный антагонист эпизода «Приходит Мечника» мультсериала «Мстители. Всегда вместе» (1999), где его озвучил Пол Эссимбр[9]. Он помогает Хозяину манежа и Цирку преступлений украсть бактерию мифракса. Когда в дело вмешиваются Мстители, Мечник сбегает и отчитывается о своём провале Зодиаку, после чего Телец поручает своим подопечным разорвать его на 12 частей.

#### Кинематографическая вселенная Marvel
Тони Далтон исполнил роль Джека Дюкейна в сериале «Соколиный глаз» (2021), действие которого разворачивается в рамках медиафраншизы «Кинематографическая вселенная Marvel». Он не имеет никакого отношения к Клинту Бартону и является женихом овдовевшей матери Кейт Бишоп Элеоноры.

### Видеоигры
Мечник является разблокируемым игровым персонажем в Lego Marvel’s Avengers (2016).

## Критика
Comic Book Resources поместил Мечника на 7-е место среди «10 величайших фехтовальщиков среди мужчин и женщин в комиксах DC и Marvel».